# 坂口有望
 坂口 有望 （さかぐち あみ、2001年（平成13年）2月20日 - ）は、日本の女性シンガーソングライター。大阪府大阪市天王寺区出身。

## 来歴
小学4年生の時からミュージシャンを目指す。中学1年の時に、ギターを持ったらカッコ良さそうという先入観でギターを始める。
2015年1月 中学2年生のときに曲作りを始めた。初のギター弾き語りライブは三国ヶ丘FUZZのステージで行った。
2016年9月14日 タワーレコードから1枚目のインディーズシングル「おはなし/地球-まる-」をリリースした。
2017年7月26日 「好-じょし-」でメジャー・デビュー。
2017年8月よりエフエム大阪『Music Bit』に高校生時代から放課後DJとしてレギュラー出演。学業にあわせて出演日などの変更があったが、現在は毎週木曜日に出演している。

## 人物
ニックネームはちあみちゃん、あみち。小学生の時はさかぐちのぐっさん、ぐっちと呼ばれていた。
モットーは「山椒は小粒でもピリリと辛い」。
高校生の時に出会ったF・スコット・フィッツジェラルドの小説『グレート・ギャツビー』を好きな作品に挙げており、「女の子はおバカな方が、上手く生きていけるのよ」というセリフが自身の行動力の源になっていることを語っている。
チャットモンチーの歌詞に影響を受けており、特に『湯気』が好きである。
坂口にとって音楽は飲んだり、潜ったり、人とかけ合うこともでき、人生と結びついている不可欠な要素である水のような存在だと語っている。
東京都の好きな町に神田神保町を挙げている。
乃木坂46の早川聖来とは、早川がグループに加入する前からの友人。またシンガーの有華、幾田りらとも親交がある。
エフエム東京『山崎怜奈の誰かに話したかったこと。』のリスナーである。2024年10月1日の放送では番組に出演を果たしている。

## ディスコグラフィ

### 配信限定シングル
|    | 配信日         | タイトル                 | 備考                                                                                   |
| -- | -------------- | ------------------------ | -------------------------------------------------------------------------------------- |
| 1  | 2018年2月7日   | お別れをする時は         |                                                                                        |
| 2  | 2018年8月8日   | fruits                   | 橋本絵莉子（チャットモンチー）が参加。                                                 |
| 3  | 2018年10月10日 | 3341                     | 亀本寛貴（GLIM SPANKY）がギターで参加。 NHK みんなのうた で放送。（2018年10月～11月）  |
| 4  | 2019年1月26日  | 青春                     |                                                                                        |
| 5  | 2019年3月2日   | musician                 | つじかほ、Mai（BabySitter）、Miku（BabySitter）が参加。                                |
| 6  | 2019年7月17日  | ワンピース               |                                                                                        |
| 7  | 2020年1月29日  | radio                    | アルバム『shiny land』より先行配信                                                     |
| 8  | 2020年7月22日  | 2020                     | 「にぃぜろにぃぜろ」。自粛期間中に作成。曲の断片は自身のツイッター上で公開されていた。 |
| 9  | 2021年7月25日  | CENTRAL                  | 2020年11月発表の「セントラル」の英語詞ver. 英語詞は坂口本人による。                    |
| 10 | 2021年8月13日  | ＃ボクナツ               | コロナ禍により、思い描いていた青春を送れないファンの気持ちを代弁した曲。               |
| 11 | 2023年3月3日   | 下克上                   | 高校生の頃に書いた楽曲であるが、これまでライブなどで一度も披露されていなかった楽曲。   |
| 12 | 2024年5月1日   | 好-じょし- With ensemble | YouTubeの規格による、声とクラシック楽器だけのアコースティック・バージョン              |
| 13 | 2024年5月1日   | URL -With ensemble       | 「好」と同日配信。                                                                     |
| 14 | 2024年6月19日  | 女兼 -いや-              |                                                                                        |
| 15 | 2024年9月4日   | アンババババランス       |                                                                                        |

### シングル
|              | 発売日        | タイトル                 | 形態         | 規格品番                      | 順位         | 備考 |
| インディーズ | インディーズ  | インディーズ             | インディーズ | インディーズ                  | インディーズ | |
| ------------ | ------------- | ------------------------ | ------------ | ----------------------------- | ------------ | --- |
| 1st          | 2016年9月14日 | おはなし/地球-まる-      | CD           | TRJC-1063                     | 圏外         | |
| 2nd          | 2017年3月21日 | 厚底/15歳の詩            | CD           | TRJC-1067                     | 圏外         | |
| メジャー     |               |                          |              |                               |              | |
| 1st          | 2017年7月26日 | 好-じょし-               | CD           | ESCL-4898                     | 108位        | |
| 2nd          | 2017年12月6日 | 空っぽの空が僕はきらいだ | CD           | ESCL-4946                     | 94位         | |
| 3rd          | 2020年2月5日  | LION                     | CD           | ESCL-5316                     | 64位         | |
| 4th          | 2020年11月4日 | セントラル               | CD+DVD       | ESCL-5448/9（初回限定盤）     | 70位         | 3形態でリリース。初回生産限定盤、期間生産限定盤はMV2曲収録DVD付。 10月4日には配信にて先行リリース。           |
| 4th          | 2020年11月4日 | セントラル               | CD+DVD       | ESCL-5450/1（期間生産限定盤） | 70位         | 3形態でリリース。初回生産限定盤、期間生産限定盤はMV2曲収録DVD付。 10月4日には配信にて先行リリース。           |
| 4th          | 2020年11月4日 | セントラル               | CD           | ESCL-5452（通常盤）           | 70位         | 3形態でリリース。初回生産限定盤、期間生産限定盤はMV2曲収録DVD付。 10月4日には配信にて先行リリース。           |
| 5th          | 2022年12月7日 | サイレント               | CD＋BD       | ESCL-5730/1（初回生産限定盤） |              | 2形態でリリース。初回生産限定盤はライブ映像収録Blu-ray Disc付。テレビ朝日系「科捜研の女 2022」主題歌。        |
| 5th          | 2022年12月7日 | サイレント               | CD           | ESCL-5732（通常盤）           |              | 2形態でリリース。初回生産限定盤はライブ映像収録Blu-ray Disc付。テレビ朝日系「科捜研の女 2022」主題歌。        |
| 6th          | 2023年7月26日 | URL                      | CD＋BD       | ESCL-5835/6（初回生産限定盤） | 49位         | 3形態でリリース。初回生産限定盤はライブ映像を収録Blu-ray Disc付。期間生産限定盤は特典映像収録Blu-ray Disc付。 |
| 6th          | 2023年7月26日 | URL                      | CD           | ESCL-5837（通常盤）           | 49位         | 3形態でリリース。初回生産限定盤はライブ映像を収録Blu-ray Disc付。期間生産限定盤は特典映像収録Blu-ray Disc付。 |
| 6th          | 2023年7月26日 | URL                      | CD+BD        | ESCL-5838/9（期間生産限定盤） | 49位         | 3形態でリリース。初回生産限定盤はライブ映像を収録Blu-ray Disc付。期間生産限定盤は特典映像収録Blu-ray Disc付。 |

### ミニ・アルバム
|     | 発売日        | タイトル         | 形態  | 規格品番                      | 順位 |
| --- | ------------- | ---------------- | ----- | ----------------------------- | ---- |
| 1st | 2019年3月27日 | 放課後ジャーニー | CD    | ESCL-5213                     | 65位 |
| 2nd | 2022年7月27日 | XL               | CD+BD | ESCL-5693/4（初回生産限定盤） | 78位 |
| 2nd | 2022年7月27日 | XL               | CD    | ESCL-5695（通常盤）           | 78位 |

### フル・アルバム
|     | 発売日        | タイトル   | 形態   | 規格品番                       | 順位 |
| --- | ------------- | ---------- | ------ | ------------------------------ | ---- |
| 1st | 2018年3月21日 | blue signs | CD+DVD | ESCL-5034/5（初回生産限定盤）  | 41位 |
| 1st | 2018年3月21日 | blue signs | CD     | ESCL-5036（通常盤）            | 41位 |
| 2nd | 2020年2月19日 | shiny land | CD+DVD | ESCL-5330/1 （初回生産限定盤） | 55位 |
| 2nd | 2020年2月19日 | shiny land | CD     | ESCL-5332（通常盤）            | 55位 |

### 参加楽曲
- Mrs. GREEN APPLE「Log (feat. 坂口有望)」（シングル「Love me, Love you」（2018年2月14日発売）収録[20]）
- YouNique「木枯らし feat. 坂口有望」（2024年2月21日配信リリース[21]）

### 提供楽曲
- クリック（作詞・作曲担当 / 尾崎由香ミニアルバム『NiNa』（2020年8月26日発売）に収録。）
- ナキ虫（作詞・作曲担当 /  矢野妃菜喜 シングルCD『ホログラムの天使』（2021年8月23日発売）に収録。）

## タイアップ
| 曲名                     | タイアップ                                                                     |
| ------------------------ | ------------------------------------------------------------------------------ |
| 空っぽの空が僕はきらいだ | テレビ東京系「JAPAN COUNTDOWN」オープニングテーマ                              |
| fruits                   | 札幌大学 2018CMタイアップ曲                                                    |
| 3 3 4 1                  | NHK『みんなのうた』2018年10-11月放送曲                                         |
| LION                     | 毎日放送・TBS系 アニメイズム「ランウェイで笑って」主題歌                       |
| セントラル               | テレビ東京系アニメ「BORUTO-ボルト- NARUTO NEXT GENERATIONS」エンディングテーマ |
| サイレント               | テレビ朝日ドラマ「科捜研の女2022」主題歌                                       |
| URL                      | テレビアニメ「ホリミヤ -piece-」エンディングテーマ                             |

## ライブ
- ●坂口有望「サマーセンチガール ～初のバンド編成ワンマンライブ～」
- ●坂口有望「ひとりディッセンバー」[29]
- ●坂口有望「blue signs」
- ●坂口有望 東阪ワンマンライブ「熱唱特別夏期講習」[30]
- ●坂口有望 春の全国弾き語りワンマン「さよならネイビーtour」[31]
- ●坂口有望 全国ワンマンライブ 「単、ジュン、メイ、会 tour」[32]
- ●坂口有望 Tour 2020 「shiny land」 →コロナの影響で中止。
- ●無観客配信ワンマンライブ 「熱唱特別オンライン夏期講習」
- →自身初となるオンライン限定でのライブ。メジャーデビュー3周年を記念するライブでもあった。
- 弾き語りが基本となる1時間のライブ。当時最新曲となる「2020」もサングラスをかけて歌唱。
- ●「ただいまネイビー 〜スペシャル弾き語りワンマン〜」
- 2020年11月6日(金), 7日(土)の2日間開催。開催場所は“梅田TRAD”(大阪)。シングルの「セントラル」の発売を記念して企画された。
- ●20歳生誕祭東名阪ツアー 「Hello Twenty」(公式HPより。2021.01.27時点)
- 2021.02.20（土）心斎橋BIGCAT 17:00開演
- 2021.02.21（日）名古屋THE BOTTOM LINE 17:00開演
- 2021.02.24（水）渋谷区文化総合センター大和田さくらホール 18:30開演
- ●鮮烈少女vol.3
- 2021.07.03(土) 南堀江knave 16:30開演
- 番匠谷紗衣、m@eとの共演。弾き語りで出演。
- ●下北沢SHELTER×坂口有望「LUNCH VOX -rock day- vol.1」
- 2021.07.25（日）下北沢SHELTER　12:30開演
- 稲生司（Mr.ふぉるて)との対バン
- ●下北沢Flowers Loft×坂口有望「LUNCH VOX -pop day- vol.1」
- 2021.08.14（日）下北沢Flowers Loft  12:30開演
- さとうもかとの対バン
- ●坂口有望 NEWバンドツアー「リズミックシスター」
- 女性メンバーによるNEWバンドでの演奏
- Key：西村奈央  Ba：わかざえもん  Dr.：山本まき  Gt.：ひぐちけい  Gt.Vo：坂口有望
- 2021.09.24（金）恵比寿LIQUIDROOM (東京)  17:30開場・18:30開演
- 2021.10.01（金）心斎橋Music Club JANUS(大阪) 17:30開場・18:30開演
- ●下北沢Flowers Loft × 坂口有望 「LUNCH VOX -pop day- vol.2」
- 2021.10.30 (土) 　下北沢Flowers Loft(東京) 12:00開場・12:30開演
- Annaとの弾き語り対バン
- ●下北沢SHELTER × 坂口有望 「LUNCH VOX -rock day- vol.2」
- 2021.11.23 (火) 　下北沢SHELTER(東京) 12:00開場・12:30開演
- 林龍佑(fusen)との弾き語り対バン
- ●メジャーデビュー5周年記念「XL Tour」
- 2022.09.30(金)　梅田CLUB QUATTRO ※バンド編成
- 2022.10.01(土)　名古屋CLUB QUATTRO ※バンド編成
- 2022.10.08(土)　渋谷CLUB QUATTRO　※バンド編成
- 2022.10.15(土)　仙台カフェモーツァルトアトリエ　※弾き語り
- 2022.10.16(日)　札幌PLANT　※弾き語り
- 2022.10.22(土)　広島Yise　※弾き語り
- 2022.10.23(日)　福岡ROOMS　※弾き語り
- 2022.10.29(土)　神戸VARIT.　※弾き語り

## 出演番組

### ラジオ
- Music Bit（FM大阪、2017年8月22日 - ）※出演当初は火曜日のアシスタントを担当、2018年4月、大学受験を機に月1回の出演に変更
- ナニモノ!（文化放送、2021年）※第1回（1月2日）・第2回（1月9日）を担当[1]